# Leo Belmont
Leo Belmont, pseudonimo di Leopold Blumental (Varsavia, 8 marzo 1865 – Varsavia, 19 ottobre 1941), è stato un giornalista, scrittore ed esperantista polacco.

## Biografia
Dopo essersi laureato in giurisprudenza, Belmont lavorò come avvocato dapprima a San Pietroburgo e poi a Varsavia. Divenne direttore del settimanale letterario e politico polacco Parola libera e per i suoi articoli Belmont fu incarcerato 5 volte e una volta anche esiliato. Egli scrisse circa 100 libri, inclusi tre volumi di poesie in polacco. I suoi romanzi storici (Messalina, Mme Pompadour, Dubarry, ecc.) ebbero un certo successo. Esperto traduttore, buon oratore, maestro di recitazione, era anche noto come umorista, satirista, traduttore dal tedesco e autore di romanzi polizieschi con una profonda analisi psicologica (Tra giudizio e coscienza; Diavolo; Necessità, possibilità o libera volontà?, ecc.).
Anche nel movimento esperantista Belmont occupò un ruolo molto importante Già nel 1887 egli inviò una lettera di saluto a Zamenhof, terminando con le profetiche parole: "Vincerai, signore!". Già allora iniziò a scrivere grandi articoli sulla base di una profonda conoscenza linguistica; La sua rivista era spesso quasi piena di difesa dell'esperanto. I suoi articoli sull'esperanto, sia in polacco che in russo, erano molto numerosi. Egli fu guida e vicepresidente del primo circolo esperantista russo (a San Pietroburgo) e successivamente del primo polacco (a Varsavia). Durante il primo congresso mondiale sull'esperanto fu Belmont a proporre un congresso annuale sull'esperanto. Belmont fu vicepresidente della Pola Esperanto-Asocio, del Lingva Komitato e fu membro della Akademio de Esperanto. Scrisse molto anche in esperanto e collaborò a diverse riviste esperantiste.